# مری یور
مری یور (به انگلیسی: Mary Ure) (زادهٔ ۱۸ فوریهٔ ۱۹۳۳ – ۳ آوریل ۱۹۷۵) بازیگر اهل اسکاتلند بود.

## بخشی از فیلم‌شناسی
از فیلم‌ها یا برنامه‌های تلویزیونی‌ای که او در آن‌ها نقش داشته است می‌توان به آثار زیر اشاره کرد.
- قلعه عقاب‌ها (۱۹۶۸)
- فاتح غرب (۱۹۶۷)
- با خشم به گذشته بنگر (۱۹۵۸)
- پسران و عشاق (فیلم ۱۹۶۰) (۱۹۶۰)